# Jan II Grimaldi
Jan II Grimaldi (ur. 1468, zm. 11 października 1505) – senior Monako od 1494 do swojej śmierci. Pierworodny syn Lamberta Grimaldiego, seniora Monako i Klaudyny Grimaldi.
Jan objął władzę w Monako 15 marca 1494 r. w wieku 26 lat. Zabiegał o względy Karola VIII, króla Francji. Był jego sojusznikiem w walce o królestwo Neapolu. Latem 1494 r. król wraz z poparciem Ludwika Sforzy rozpoczął wojnę. Jan II ze swoją flotą przyłączył się do armii królewskiej. Wojna zakończyła się sukcesem: w maju 1495 r. Karol VIII został królem Neapolu. Zawiązała się jednak wówczas koalicja Mediolanu, papiestwa i Wenecji przeciwko Francji.
Następcą Karola VIII na tronie francuskim po jego śmierci w 1498 r. został jego kuzyn Ludwik XII. Jan II miał z nowym królem dobre stosunki. Uzyskał od niego gwarancję królewskiej opieki 14 stycznia 1499 r. Ludwik XII uznał "prawo morskie" Monako. Senior uczestniczył w wyprawach włoskich króla w 1499 i 1501 r., wspierał go swoją flotą. Król zdobył Mediolan, Neapol i przejął pod protekcję Genuę. Jan II otrzymał od króla za wierną służbę zarządzanie Vintimille.
Senior lubił przyjemności i przepych. W 1500 r. rozpoczął prace renowacyjne i upiększające na zamkach w Monako i Mentonie. Sprowadził z Nicei malarza Ludovica Brèa, który wykonał prace dla kościoła św. Mikołaja.
Jan II miał wybuchowy charakter. Podczas kłótni z młodszym bratem Lucjanem został przez niego zasztyletowany. Do zdarzenia doszło w zamku mentońskim w nocy z dnia 10 na 11 października 1505 r. Lucjan tłumaczył, że rozjuszony brat go zaatakował, a on musiał się przed nim bronić.

## Rodzina
W 1487 r. Jan II poślubił Antoninę, naturalną córkę Filipa II, księcia Sabaudii, i jego kochanki Libery Portoneri. Miał z nią córkę Marię, która była dwukrotnie zamężna. Pierwszym mężem był Hieronim de La Rovère, a drugim Renaud de Villeneuve, baron de Vence.